# Рудолф (музичка група)
Рудолф је црногорски музички састав из Колашина, активан од 2017. године. Бенд су основали Бојан Пеко Минић, Ненад Лаловић и Никола Дуловић, чланови некадашњег бенда Катарза, у којем су заједно свирали десет година, а ново име су одабрали као алузију на чињеницу да Колашинце, будући да су сјеверњаци, често зову Ирвасима.
У основи њихове музике су блуз, рок и блуз-рок, али је њихов ауторски израз генерално жанровски разноврстан, а текстови се баве потрагом за слободом, љубавним и социјалним темама, неријетко уз везу с неким књижевним дјелом (заступљени су В. П. Дис, М. Лалић, Е. А. По, М. Сервантес и други). Бенд је 2017. године у студију „Стиви” у Спужу, у продукцији Стефана Пантовића (Парампашчад) и Ивана Ивановића (Бубњиви) објавио свој први албум под називом „Дивљина” и након тога наступао, поред клупских свирки, на бројним гитаријадама, моторијадама, фестивалима, али и самосталним концертима, међу којима се издвајају тродневна турнеја са Електричним оргазмом и групом Прти Бее Гее и четвородневна турнеја са Ибрицом Јусићем и групом Галија. Бенд је 22. септембра 2021. године у 21:21, у минут кад почиње јесен, објавио пјесму „Блуз за њу” и тиме завршио с представљањем свог другог албума под називом „На олупини”, на коме је та пјесма била коначна, десета.